# موشوسو
موشوسو؛ سابقاً كان يُقرأ سيرّوشو أو سيرّوش) هو مخلوق من أساطير الرافدين القديمة. وهو هجين أسطوري، تنين ذو حراشف قدماه الخلفيتان بمخالب نسر، ورجلاه الأماميتان مثل السنوريات، ورقبة طويلة وذيل ورأس ذو قرنين ولسان كالحية وعـُرف. أشهر موشوسو هو ذاك الذي يظهر على بوابة عشتار المعاد بناؤها في مدينة بابل، ويعود إلى القرن السادس ق.م. موشوسو هو أسم أكادي سومري، معناه. «الأفعى الحمراء» يترجم أحياناً إلى «الثعبان العنيف». أحد المؤلفين، ربما تبع الآخرين، ترجمه على أنه «الثعبان المريع» (هو المصطلح السومري لـ «الثعبان». قراءة sir-ruššu ترجع إلى سوء التفسير في علم الآشوريات المبكر.

## تاريخ

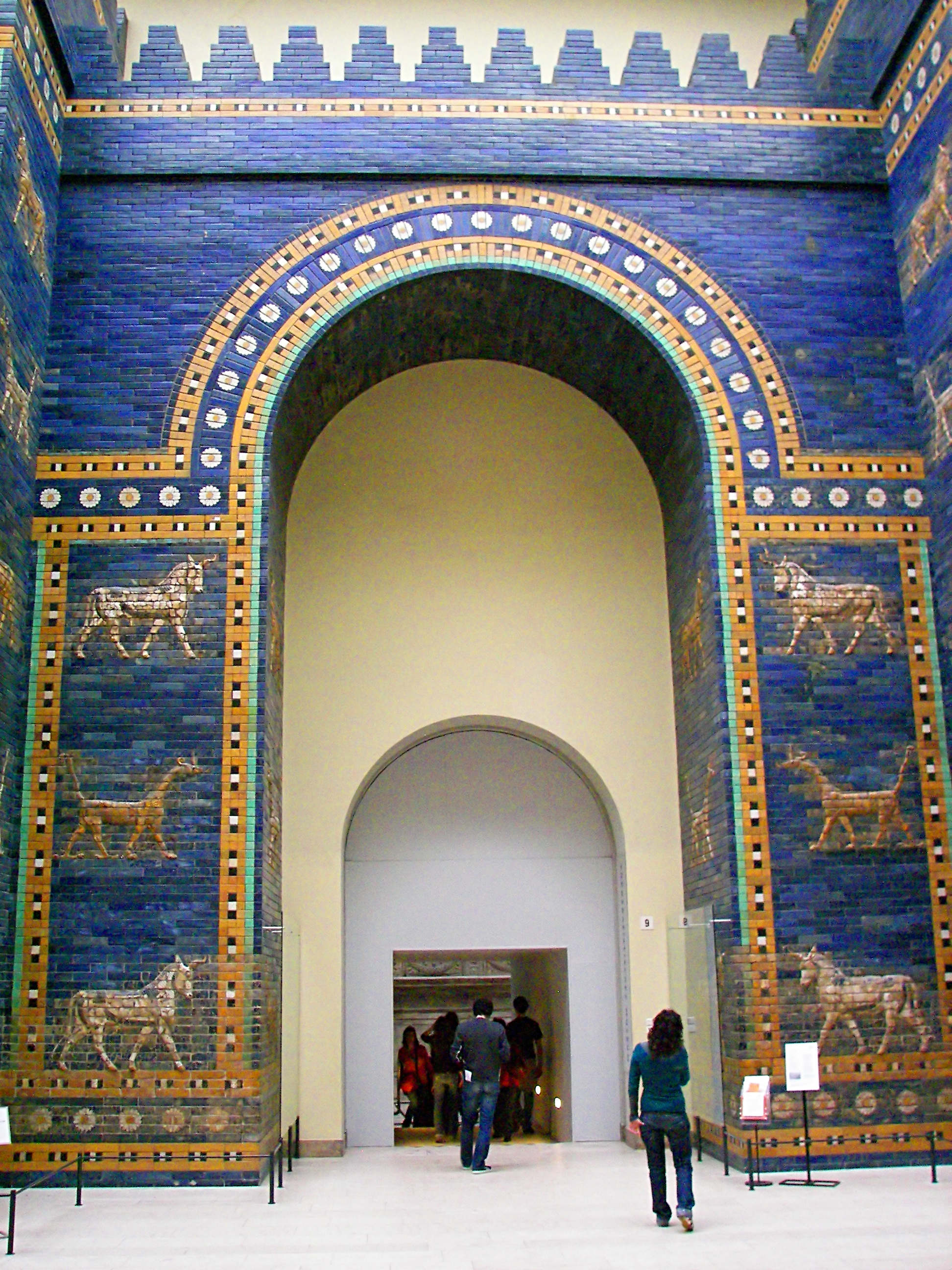
إعادة بناء بوابة عشتار في متحف بيرغامون في برلين.

موشوسو هو حيوان مقدس لمردوخ وابنه نبو في عهد الامبراطورية البابلية الحديثة. أستولى عليه مردوخ من تيشباك، الإله المحلي لإيشنونا.
كوكبة الشجاع كانت معروفة في النصوص الفلكية البابلية باسم باشمو، «الثعبان». كانت تصور على أنها جذع من سمكة، ذيل ثعبان، الأرجل الأمامية للأسد، والساقين الخلفيتين للنسر، مع أجنحة، وبرأس مماثل لتنين موشوشو.